# Nadia Anjuman
Nadia Anjuman, née le 27 décembre 1981 et morte le 4 novembre 2005, est une poétesse afghane de langue dari. Ses poèmes ont un grand succès mais, après avoir échappé aux talibans, elle meurt prématurément sous les coups de son mari.

## Biographie
Nadia Anjuman est née le 27 décembre 1981. Elle est la sixième enfant de sa famille et suit des études qui sont interrompues durant deux ans à cause du régime des talibans. Durant cette période, elle continue à étudier secrètement la littérature. Elle étudie ensuite la littérature dari à l'université de Herat,. 
Entre 1996 et 2001, sous l'émirat islamique d'Afghanistan, elle fait partie d'un cercle clandestin de femmes étudiant la littérature sous la direction du professeur Nasser Rahiyab. Sous prétexte de cours de couture, elles se réunissent trois fois par semaine pour des conférences données par des professeurs de l'université de Herat et des débats sur la littérature. La journaliste Christina Lamb raconte dans The Sewing Circles of Herat « Elles arrivaient dans leurs burqas avec leurs sacs pleins de tissu et de ciseaux. En dessous, elles avaient des cahiers et des stylos. Et une fois à l'intérieur, au lieu d'apprendre à coudre, elles parlaient en fait de Shakespeare et de James Joyce, de Dostoïevski et de leurs propres écrits. »,. 
Le projet représente un grand risque. Si elles ont été attrapées, elles seraient, à tout le moins, emprisonnées et torturées. Peut-être pendues. Afin de se protéger, les participantes font jouer leurs enfants à l'extérieur du bâtiment pour faire le guet et donner l'alerte à l'approche de la police. À ce moment-là, les étudiantes cachent leurs livres et se mettent à la couture. L'activité se poursuit pendant toute la durée du régime taliban.   
« D'aussi loin que je me souvienne [...] j'ai aimé la poésie, et les chaînes avec lesquelles six années de captivité sous le régime taliban m'ont attaché les pieds m'ont amenée à entrer en hésitant dans l'arène de la poésie avec le pied de ma plume. Les encouragements d'amis partageant les mêmes idées m'ont donné la confiance nécessaire pour poursuivre sur cette voie, mais même maintenant, lorsque je fais le premier pas, la pointe de ma plume tremble, tout comme moi, car je ne me sens pas à l'abri de trébucher sur cette voie, alors que la voie à suivre est difficile et mes pas instables. ».  
En 2005, elle publie un premier recueil de poèmes, Gul-e-dodi (Fleur rouge sombre) vendu à près de 3 000 exemplaires, un best-seller dans ce pays. Elle est saluée pour avoir introduit un langage frais et un point de vue jeune dans la poésie dari, en particulier dans ses ghazals. Le président du Cercle littéraire de Herat (fondé en 1930), Ahmad Said Haqiqi, lui prédit un grand avenir en poésie. 
Sa poésie évoque avec une grande tristesse le sort des femmes en Afghanistan, maintenues dans l'enfermement : « Espoirs envolés, désirs non exaucés, Je suis née en vain, c'est vrai. »,.  
Elle écrit : « Je suis acculée derrière ces barreaux, pleine de douleur et de mélancolie » et « je suis une femme afghane et je dois gémir. ».

« Ni sourire au recueil de leurs lèvres. Ni larme pointant du lit tari de leurs yeux. Dieu ! Je ne sais si leur cri lourd peut atteindre les nuages. Ni même le ciel ? »

Après la chute des talibans en 2001, elle écrit Light Blue Memories, qui s'adresse aux victimes du silence imposé et en particulier les femmes se demandant qui est perdu lorsque sa voix est perdue.
Elle meurt le 5 novembre 2005 à l'hôpital de Herat, après avoir été battue par son mari dans leur appartement. Le mari attendra quatre heures avant d'emmener sa femme à l'hôpital. La famille accepte de retirer sa plainte à condition que le mari purge une peine de 5 ans de prison. L'affaire est alors classée avec la mention « suicide ». Le mari — qui a reconnu avoir battu sa femme mais non l'avoir tuée — fera un mois de prison. Il élève librement leur petite fille. Certains de ses amis proches mentionnent des pressions sur les autorités pour que sa mort soit considérée comme un suicide. Les Nations unies considèrent la mort de Nadia Anjuman comme une tragédie et une grande perte pour l'Afghanistan et demande une enquête et un jugement.
Sur les six femmes membres du cercle clandestin où étudiait Nadia Anjuman, quatre seraient encore en vie (juillet 2010).[réf. souhaitée]
Leili Anvar, spécialiste de la littérature persane traduit ses poèmes en français et y décèle « un immense chagrin directement lié à son statut de femme et d'Afghane, comme une douleur d'être et une difficulté à trouver une voix audible ».
Sa poésie est célébrée et reconnue dans le monde persan où ses textes restent lus en public et sont imprimés régulièrement par les journaux. Elle est également traduite en italien, en anglais et en français. Un deuxième recueil de 80 poèmes est publié par le Cercle littéraire,.
Atiq Rahimi lui dédit son roman Syngué sabour. Pierre de patience.
La pièce de théâtre de Jacques Allaire Je suis encore en vie, avec Anissa Daoud s'inspire librement de la vie de Nadia Anjuman et du roman Syngué sabour. Pierre de patience. 

## Publications
Une sélection de poèmes de Nadia Anjuman - traduits en anglais par Marie Farzana - est publiée dans Load Poems Like Guns: Women's Poetry from Herat, Afghanistan (Holy Cow! Press, 2015) avec des œuvres de sept autres poétesses afghanes. L'introduction raconte également l'histoire de la vie et de la mort de Nadia Anjuman sur base d'entretiens avec la famille, les amis, les camarades de classe et les professeurs de la poétesse et de recherches sur le terrain à Herat.